# I vermi
I vermi è un romanzo di Francesco Mastriani scritto nel 1864.

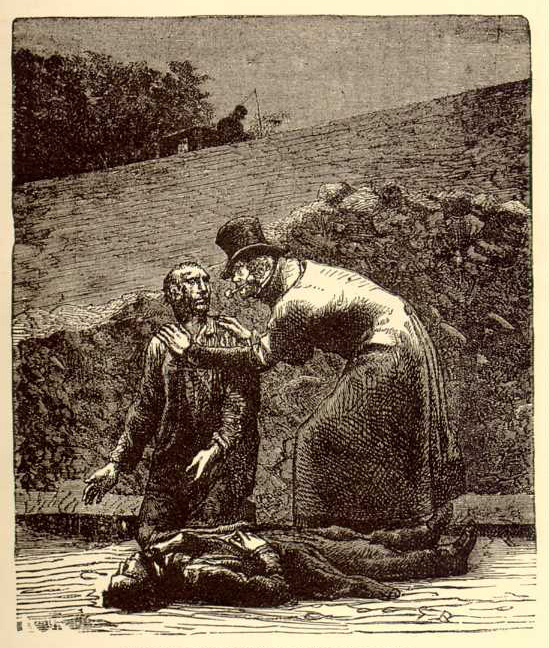
Vedi qua, diceva il già esperto tamurro al neofito della arte, è questo il soggetto che noi altri dobbiamo spogliare accortamente di tutta la roba che porta addosso

## Trama
In un'osteria, i camorristi Angelo, Vitale e Carmine discutono della possibile ammissione in società di Ciccillo Murolo, detto «Fasulillo». Dal suo canto, Angelo informa i compagni che intende sposare la ricca usuraia Filomena Pozzi, al momento ammogliata con Nicola Piretti, scioperato ubriacone. Se la “paranza” lo aiuterà nel piano di eliminare Nicola, ne avrà anch'essa degli indubbi guadagni. 
L'ammissione in società di Ciccillo e la sua lite con l'ostiere Aniello, finita nel sangue, offre occasione ad Angelo per far arrestare Nicola che, presente nella bettola semiubriaco, viene accusato di aver ucciso Aniello e finisce in carcere assieme a Vitale e Ciccillo; osserva l'accaduto anche Tore, che medita di fare giustizia da sé. Finito in carcere, Nicola si dispera per l'ingiustizia subita e soprattutto per i due piccoli figli; e intanto, intenzionato a sposare Filomena e metter le mani sulle sue ricchezze, Angelo ordina a Vitale di uccidere Nicola, suo compagno di cella, e affida a Liborio il compito di rapire i bambini e soffocarli. 
L'infanticidio viene sventato da Tore, mentre Nicola riesce ad evadere dal carcere proprio con la complicità di Vitale, che si rifiuta di ucciderlo e gli suggerisce di fingersi morto per poter fuggire su un carro di colerosi. Nel momento della celebrazione del matrimonio di Angelo e Filomena, Nicola può così ricomparire a sorpresa assieme a Tore e ai suoi figli. Angelo, Carmine e Filomena vengono arrestati, cadendo così sotto i colpi della sentenza della giustizia umana ma ancor più di quella divina.